# Винище
Винище (хорв. Vinišće) — населений пункт у Хорватії, у Сплітсько-Далматинській жупанії у складі громади Марина.

## Населення
Населення за даними перепису 2011 року становило 774 осіб.
Динаміка чисельності населення поселення:

## Клімат
Середня річна температура становить 16,04 °C, середня максимальна – 28,12 °C, а середня мінімальна – 4,40 °C. Середня річна кількість опадів – 704 мм.
| Клімат поселення                              | Клімат поселення | Клімат поселення | Клімат поселення | Клімат поселення | Клімат поселення | Клімат поселення | Клімат поселення | Клімат поселення | Клімат поселення | Клімат поселення | Клімат поселення | Клімат поселення | Клімат поселення |
| Показник                                      | Січ.             | Лют.             | Бер.             | Квіт.            | Трав.            | Черв.            | Лип.             | Серп.            | Вер.             | Жовт.            | Лист.            | Груд.            |                  |
| Середній максимум, °C                         | 12,83            | 12,46            | 14,44            | 17,44            | 22,34            | 26,20            | 28,12            | 27,97            | 24,16            | 20,19            | 15,51            | 13,07            |                  |
| Середня температура, °C                       | 8,78             | 8,44             | 10,41            | 13,41            | 18,33            | 22,19            | 25,12            | 24,96            | 21,14            | 17,17            | 12,50            | 10,06            |                  |
| Середній мінімум, °C                          | 4,78             | 4,40             | 6,38             | 9,39             | 14,31            | 18,17            | 22,13            | 21,96            | 18,13            | 14,16            | 9,49             | 7,06             |                  |
| Норма опадів, мм                              | 65               | 55               | 61               | 60               | 48               | 43               | 25               | 40               | 65               | 75               | 90               | 77               |                  |
| Середньомісячна швидкість вітру, м/с          | 3.34             | 3.50             | 3.60             | 3.36             | 2.94             | 2.70             | 2.72             | 2.61             | 2.91             | 3.06             | 3.73             | 3.63             |                  |
| Середньомісячна сонячна радіація, кДж/м²·день | 5528             | 8226             | 11978            | 16713            | 20774            | 23535            | 24947            | 21883            | 16242            | 10523            | 5967             | 4666             |                  |
| --------------------------------------------- | ---------------- | ---------------- | ---------------- | ---------------- | ---------------- | ---------------- | ---------------- | ---------------- | ---------------- | ---------------- | ---------------- | ---------------- | ---------------- |
| Джерело:                                      |                  |                  |                  |                  |                  |                  |                  |                  |                  |                  |                  |                  |                  |